# The Land of Jazz
The Land of Jazz er en amerikansk stumfilm fra 1920 instrueret af Jules Furthman.

## Medvirkende
- Eileen Percy som Nina Dumbarton
- Ruth Stonehouse som Nancy Lee
- Herbert Heyes som Dr. Vane Carruthers
- George Fisher som De Dortain
- Franklyn Farnum
- Hayward Mack
- Rose Dione som Mrs. Lord
- Carrie Clark Ward som Mrs. Dunkinson
- Blanche Payson
- Clarence Wilson
- Harry Dunkinson som Mr. Dumbardon
- Dick La Reno